# Ceroma leppanae
Espèce
Ceroma leppanae est une espèce de solifuges de la famille des Ceromidae.

## Distribution
Cette espèce se rencontre au Zimbabwe et en Afrique du Sud.

## Description
Le mâle holotype mesure 14 mm.

## Étymologie
Cette espèce est nommée en l'honneur de Harriet Ann Leppan (1871-1959).

## Publication originale
- Hewitt, 1914 : Descriptions of new Arachnida from South Africa. Records of the Albany Museum, vol. 3, p. 1-37.